# Urk
Urk – dawniej wyspa; obecnie gmina oraz miasto położone w Holandii, w prowincji Flevoland. Według spisu ludności z 2013 roku miejscowość zamieszkuje 19 400 osób. Gmina ma powierzchnię 109,91 km². Obecnym burmistrzem jest Pieter van Maaren.

## Historia
Urk po raz pierwszy pojawił się w historycznych źródłach około X wieku. Miasto znajdowało się wówczas na wyspie położonej w zatoce Morza Północnego. W 1939 roku Urk przestał być wyspą, gdyż połączono go ze stałym lądem za pomocą wału ziemnego. Niedługo później zakończono budowę Afsluitdijk i miasto zostało połączone od wschodu z powstającym Polderem Północno-Wschodnim. Budowa Afsluitdijk uniemożliwiła dalsze prowadzenie połowów przez miejscową społeczność rybacką i doprowadziła do licznych protestów w rezultacie których, mieszkańcy Urk zachowali odrębność administracyjną od gminy Noordoostpolder, jak i pomoc od państwa holenderskiego, która miała zrekompensować straty spowodowane koniecznością porzucenia połowów. Dziś gospodarka miasta Urk skierowana jest głównie ku turystyce. 
W historii głównym źródłem dochodu mieszkańców Urk, od zawsze było rybołówstwo. Miasto położone w zatoce Morza Północnego, było doskonałą bazą wypadową dla licznych rybaków, następnie połowy sprzedawano na terytorium całej Holandii, co przyczyniło się do nadania dla części zabudowy cech handlowych (domy kupców, place targowe). Dziś jest to jedna z atrakcji turystycznych miasta.  
Mieszkańcy Urk wskutek wielowiekowej izolacji posługują się do dziś osobnym dialektem języka niderlandzkiego oraz zachowali elementy folkloru regionalnego.

## Galeria

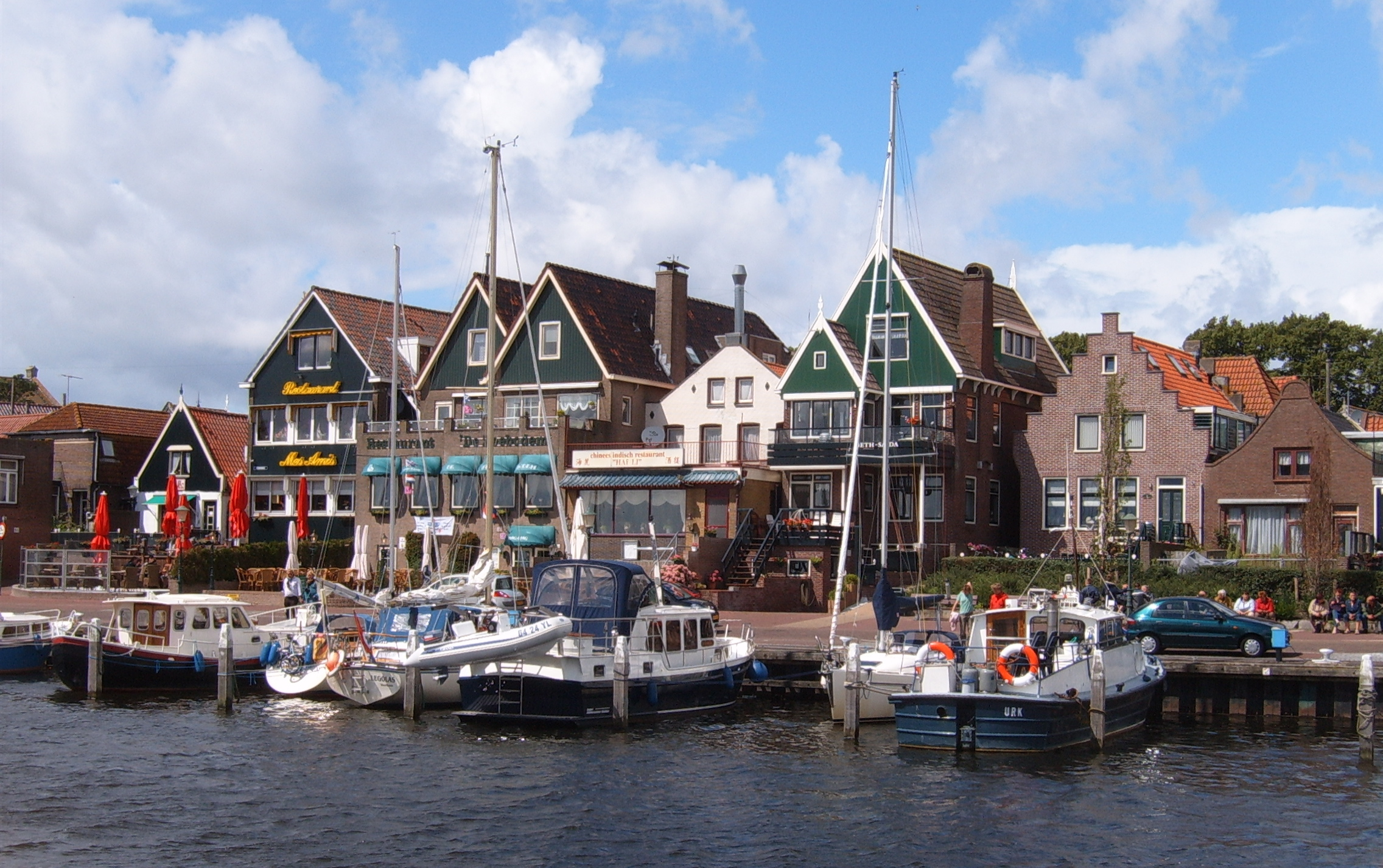
Port w Urk
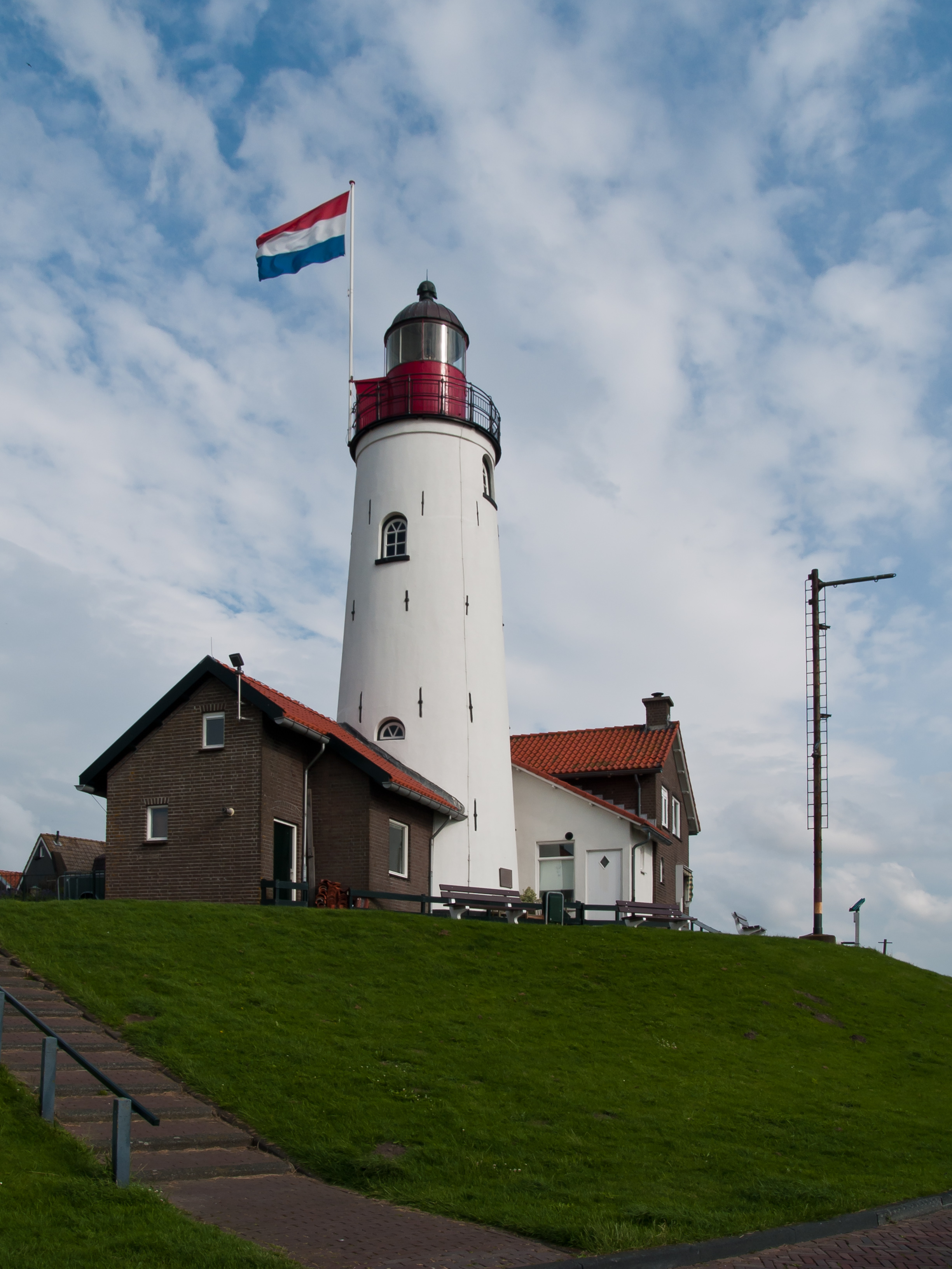
Latarnia morska w Urk
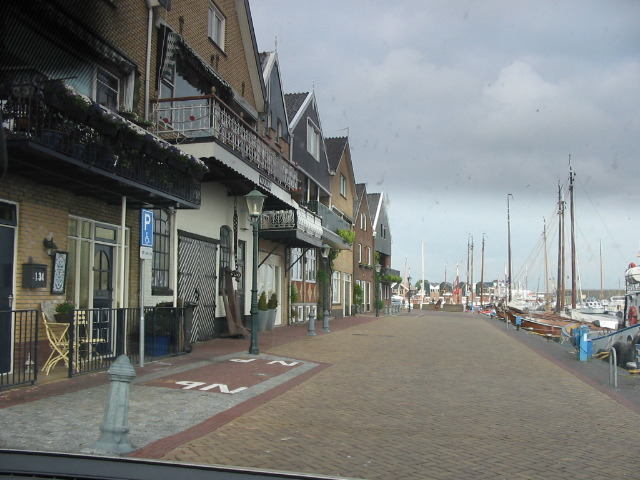
przybrzeżny deptak
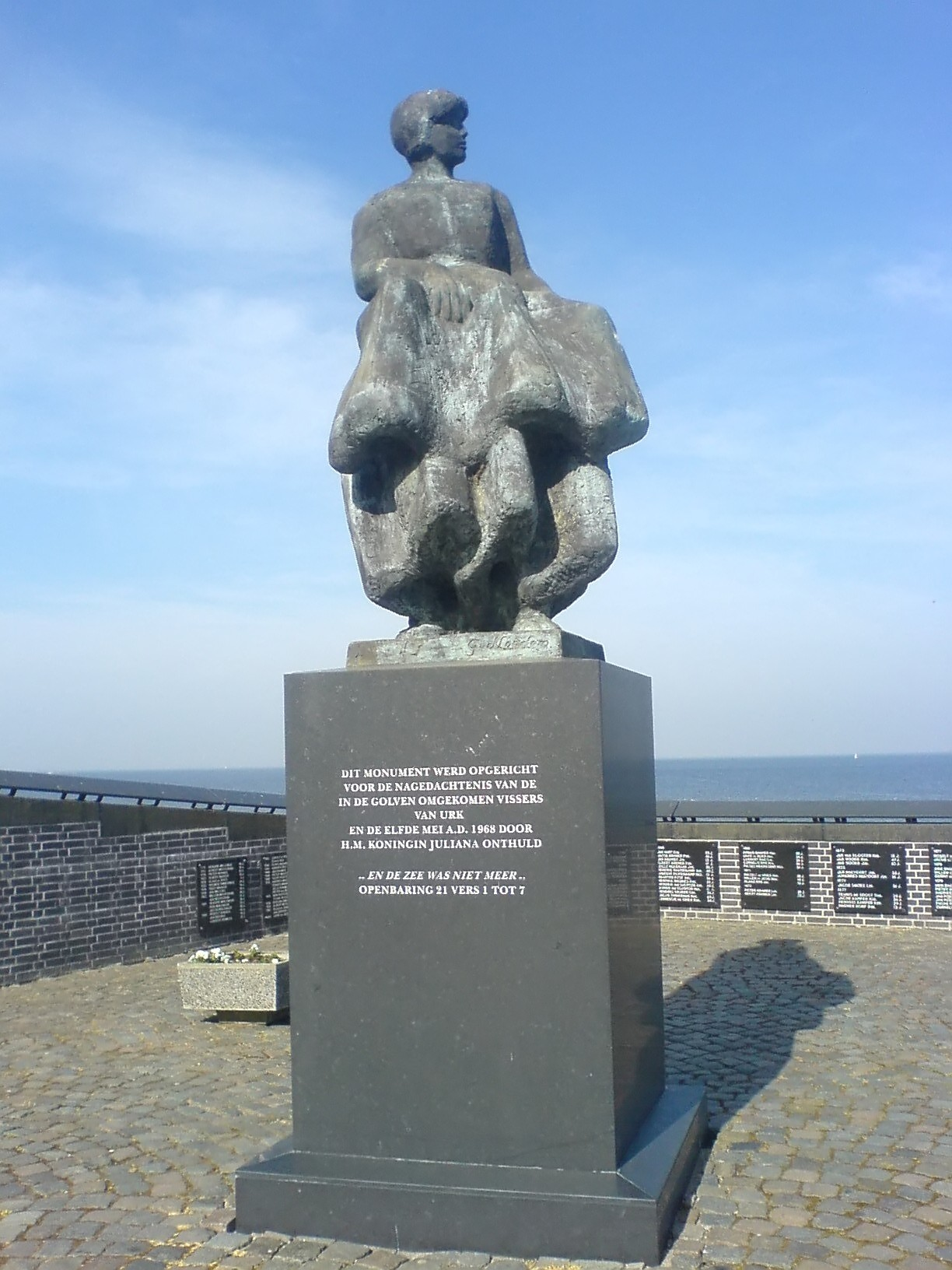
Pomnik rybaka